# Kościół św. Józefa Robotnika w Myślinie
Kościół św. Józefa Robotnika – rzymskokatolicki kościół parafialny położony przy ulicy Kościelnej 20 we wsi Myślina (gmina Dobrodzień). Kościół należy do parafii św. Józefa Robotnika w Myślinie w dekanacie Dobrodzień, diecezji opolskiej.

## Historia kościoła
W 1938 roku wybudowano w Myślinie kaplicę. Był to tzw. Dom Młodzieży. W 1945 roku, ksiądz Józef Kawalla przebudował kaplicę na kościół parafialny, dobudowując wieżę, prezbiterium, zakrystię i salkę dla ministrantów.